# Olimpo (Lícia)
Olimpo (em grego: Όλυμπος; romaniz.: Olympos; em latim: Olympus) é uma antiga cidade localizada num vale na costa sul da Turquia, à noventa quilômetros de Antália, próxima à cidade de Kumluca.

## História

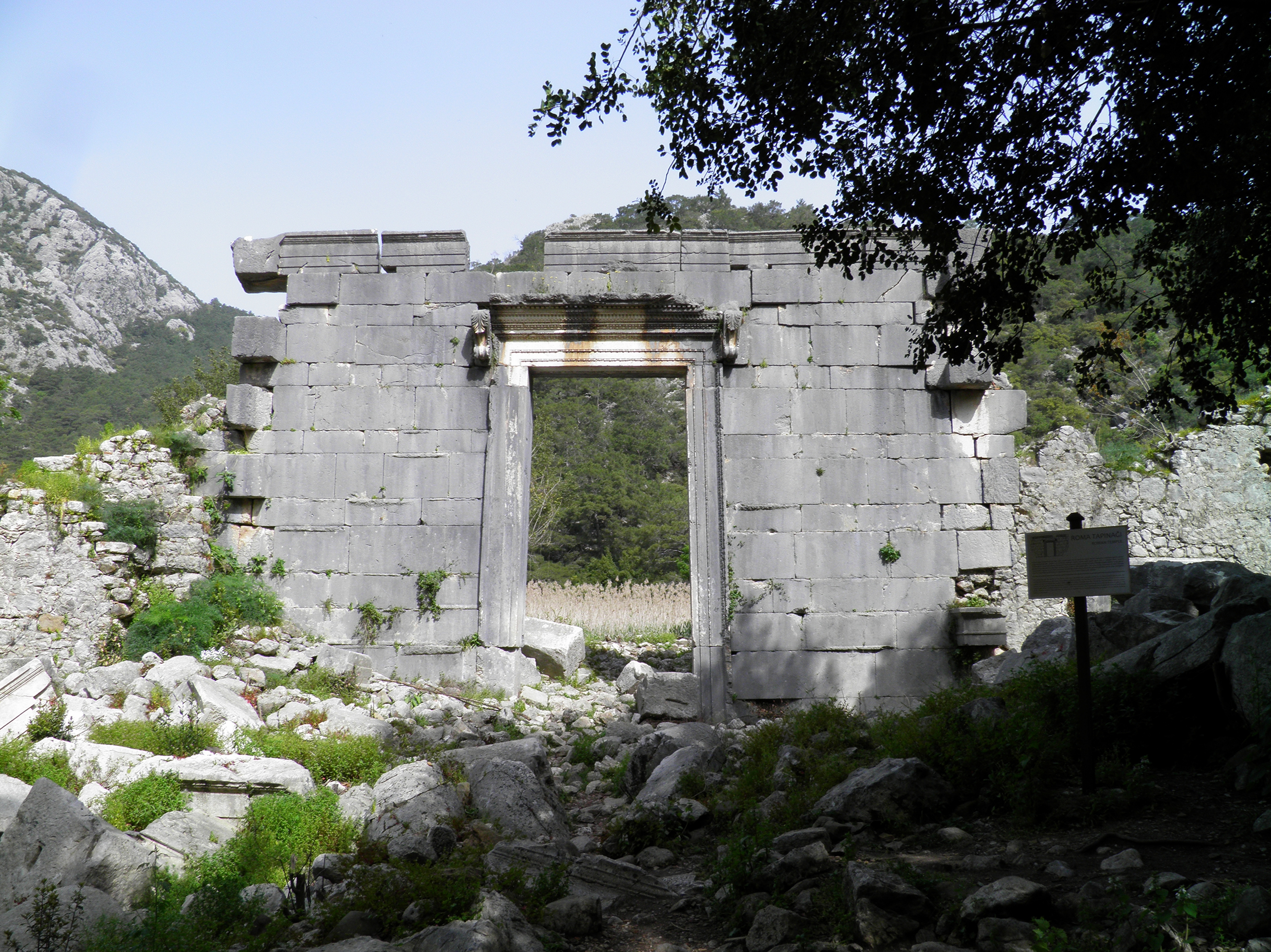
Templo romano de Olimpo

A antiga cidade de Olimpo foi fundada durante o período helenístico, presumivelmente tomando seu nome do monte Olimpo, nas redondezas (em turco:  Tahtalı Dağı, Montanha de Lenha), uma das quase vinte montanhas com o nome de Olimpo no mundo clássico.
Dessas montanhas do antigos sólimos, de acordo com Homero, o deus Posidão procurou o mar e viu Odisseu (Ulisses) fugindo da ilha de Calipso e invocou uma grande tempestade que naufragou sua embarcação nas praias da ilha de Nausícaa.
As moedas da cidade de Olimpo datam de até o século II a.C. Ela foi descrita por Cícero como uma cidade antiga, cheia de riquezas e obras de arte. A cidade se tornou uma das seis maiores cidades da Federação Lícia. No século I a.C., Olimpo foi invadida e povoada pelos piratas cilícios. Este período terminou em 78 a.C., quando o comandante romano Públio Servílio Vácia Isáurico, acompanhado pelo jovem Júlio César, tomou a cidade após uma vitória no mar e assim anexou a cidade de Olimpo a Roma Antiga. O imperador Adriano visitou a cidade após ela ter sido renomeada para "Adrianópolis" por um período, em sua homenagem.
A divindade maior de Olimpo era Hefesto, deus do fogo e dos ferreiros. Perto da cidade, na vila vizinha de Çıralı e aproximadamente 200 metros acima do nível do mar, as chamas eternas chamadas "Quimeras" podem ser avistadas subindo do chão. A fonte de combustível para as chamas é o gás natural, na maior parte metano, vazando por entre as rochas na terra. A mítica Quimera era um monstro com a cabeça de um leão, o corpo de um bode e o rabo de uma serpente, que vagava por estas matas e que cuspia fogo pela boca.
Durante a Idade Média, venezianos, genoveses e ródios construíram duas fortalezas ao longo da costa. Porém, no século XV, Olimpo já tinha sido abandonada. Hoje, o local atrai turistas, não somente pelos artefatos que ainda podem ser encontrados no local (embora fragmentários e muito dispersos), mas também pela bela paisagem com vinhas selvagens, adelfas em flor, figueiras e pinheiros.